# Коллинз, Джеймс Джозеф
Джеймс Джозеф Коллинз (James Joseph «Jim» Collins, род. 26 июня 1965, Нью-Йорк) — американский учёный, специалист в области биомедицинской инженерии и системной биологии, один из основоположников синтетической биологии, занимается исследованиями антибиотиков и антибиотикорезистентности. Профессор Массачусетского технологического института, а ранее — Бостонского университета.
Член Национальных Академии наук (2014), Инженерной (2011) и Медицинской академий США.

## Биография
Его отец был инженером-электриком и работал в авиационной и космической отраслях.
Окончил Колледж Святого Креста (бакалавр физики, 1987). Степень доктора философии D. Phil. по медицинской инженерии получил в Оксфордском университете в 1990 году. В том же году поступил в штат Бостонского университета, где являлся университетским и именным заслуженным профессором (William Fairfield Warren Distinguished Professor), занимал ряд других должностей.
В 2008—2015 годах исследователь Howard Hughes Medical Institute.
В настоящее время является именным профессором биоинженерии на кафедре биоинженерии и в Институте медицинской инженерии и науки Массачусетского технологического института, аффилирован с Broad Institute (как его институтский член) и Wyss Institute for Biologically Inspired Engineering (где входит в основной штат), входит в штат Harvard–MIT Program of Health Sciences and Technology, занимает также ряд других постов и должностей.
Член редколлегии журнала Cell.
Дж. Коллинз занимается исследованиями антибиотиков и возникновения резистентности к ним и называет последнюю одной из основных мировых проблем — в одном ряду с глобальным потеплением и энергетическими и продовольственными проблемами, стоящими перед человечеством.
Член National Academy of Inventors и Американской академии искусств и наук (обеих — с 2012).
Его супруга работает врачом.

## Награды и отличия
- Стипендия Родса
- Metcalf Cup and Prize, высшая преподавательская награда Бостонского университета (2000)
- Стипендия Мак-Артура (2003)[8]
- Назван Scientific American в числе 50 лидеров науки и технологий (2005)
- National Institutes of Health Director's Pioneer Award[англ.] (2007)
- Outstanding Professor of the Year, Колледж инженерии Бостонского университета (2008)
- Lagrange Prize[англ.] (2010)
- World Technology Award for Biotechnology, World Technology Network (2011)[9]
- Sanofi-Institut Pasteur Award (2012)[10]
- Grand Challenges Explorations grant, Фонд Билла и Мелинды Гейтс (2012)[11]
- Innovator of the Year Бостонского университета (2012)[12]
- HFSP Nakasone Award[нем.] (2015)
- Allen Distinguished Investigator, Paul G. Allen Frontiers Group (2016)[13]
- Gabbay Award[англ.] одноименного фонда (2017)
- Премия Макса Дельбрюка, Американское физическое общество (2020)
- Премия Диксона по медицине (2020)